# Kljunorožci (družina)
Kljunorožci (znanstveno ime Bucerotidae) so družina ptic iz istoimenskega reda, razširjena po tropskih predelih Starega sveta. Ime so dobili po ogromnem kljunu, ki ima pri številnih vrstih rogate izrastke na vrhu. Po telesni zgradbi in ekologiji spominjajo na tukane z druge strani Atlantskega oceana, ki pa jim niso sorodni. Med kljunorožce uvrščamo 59 danes živečih vrst v 15 rodovih.

## Opis
Po velikosti so kljunorožci precej bolj raznoliki od tukanov, a največji, kot je južni talni kljunorožec (Bucorvus leadbeateri), dosegajo tudi skoraj en meter telesne dolžine. Imajo široke, zaokrožene peruti in oglat rep, prepoznavni pa so predvsem po masivnem, navzdol zakrivljenem kljunu, ki je lahko na vrhu zgornje čeljustnice ornamentiran z raznimi rogatimi ali čeladastimi izrastki. Kljub videzu je razmeroma lahek, predvsem izrastki, ki so v notranjosti votli, kljub temu pa imajo kljunorožci verjetno zaradi teže kljuna zraščena prvo in drugo vratno vretence, kar je posebnost med ptiči. V operjenosti prevladujejo rjavi, črni, beli in sivi odtenki, imajo pa golo kožo okrog oči in grla, ki je lahko živo obarvana. Izstopajoča lastnost so tudi »trepalnice« iz nerazvejanih peres nad očmi. Samci in samice so si podobni.
Prehrana kljunorožcev je raznolika, jedo sadeže, semena, nevretenčarje in razne manjše vretenčarje. Predvsem v tropskih deževnih gozdovih, kjer je vedno obilje sadja, jedo skoraj izključno rastlinsko hrano. Njihova gnezditev je posebnost med ptiči: so monogamni, po parjenju se samica z blatom zazida v naravno špranjo ali duplo drugega ptiča in ostane tam dokler niso mladiči godni ali skoraj godni za samostojno življenje, kar traja tudi po več mesecev. V tem času se popolnoma pregoli, samec pa ji prinaša hrano skozi majhno odprtino v pregradi.

## Habitat in razširjenost
Večina vrst živi v gostih deževnih gozdovih tropskih predelov Starega sveta, od podsaharske Afrike do otokov jugozahodne Oceanije. Druge naseljujejo tudi bolj odprta savanska ali gozdnata območja. Izguba habitatov zaradi izsekavanja gozdov ogroža skoraj polovico vrst, poleg tega pa tudi lov za meso in kljune, ki jih ljudje uporabljajo za izdelavo okrasnih predmetov z rezbarjenjem. Posebej iskana je vrsta Rhinoplax vigil z Bornea, ki ima za razliko od ostalih »čelado« iz polnega keratina, ki je zaradi barve in redkosti še precej dragocenejša od slonovine.

## Sistematika
Tradicionalno so kljunorožce uvrščali med vpijate, zdaj pa velja, da tvorijo ločen red skupaj z najbližjimi sorodniki smrdokavrami in nekaterimi drugimi družinami.
59 danes živečih znanih vrst združujemo v 15 rodov:
- Tockus (10 vrst)
- Lophoceros (sedem vrst)
- Bycanistes (šest vrst)
- Ceratogymna (dve vrsti)
- Horizocerus (dve vrsti)
- Berenicornis (ena vrsta – Berenicornis comatus)
- Buceros (tri vrste)
- Rhinoplax (ena vrsta – Rhinoplax vigil)
- Anthracoceros (pet vrst)
- Ocyceros (tri vrste)
- Anorrhinus (tri vrste)
- Aceros (ena vrsta – Aceros nipalensis)
- Rhyticeros (šest vrst)
- Rhabdotorrhinus (štiri vrste)
- Penelopides (pet vrst)